# Arroyito
Arroyito är en ort i Argentina.   Den ligger i provinsen Córdoba, i den centrala delen av landet, 600 kilometer nordväst om huvudstaden Buenos Aires. Arroyito ligger 154 meter över havet och antalet invånare är 19 577.
Terrängen runt Arroyito är mycket platt. Det finns inga andra samhällen i närheten.
Trakten runt Arroyito består till största delen av jordbruksmark. Runt Arroyito är det glesbefolkat, med 14 invånare per kvadratkilometer.